# Powiat Zell am See
Powiat Zell am See (niem. Bezirk Zell am See, nazywany również Pinzgau) – powiat w Austrii, w kraju związkowym Salzburg. Siedziba powiatu znajduje się w mieście Zell am See.

## Geografia
Południowa i środkowo-zachodnia część powiatu leży w Alpach Centralnych, w Wysokich Taurach i Alpach Kitzbühelskich. Część północna leży w Północnych Alpach Wapiennych, w grupach Alp Berchtesgadeńskich, Chiemgauer Alpen, Loferer Steinberge i Leoganger Steinberge.
Powiat Zell am See graniczy z następującymi powiatami: na wschodzie St. Johann im Pongau, na południu Spittal an der Drau (Karyntia) i Lienz, na zachodzie Schwaz, na północnym zachodzie Kitzbühel (ostatnie trzy w Tyrolu). Pinzgau graniczy również z Niemcami na północy i z Włochami na południowym zachodzie.

## Historia
Pierwsze wzmianki w dokumentach o hrabstwach Ober-, Mittel- i Unterpinzgau (Górny-, Środkowy- i Dolnypinzgau) datowane są na 923. Od XIII w. do 1803 tereny Pinzgau były pod władzą arcybiskupstwa Salzburg. Następnie krótko trafiły pod władanie Bawarii i 1816 znów znalazły się w granicach Austrii. Wraz z utworzeniem kraju związkowego Salzburg w 1848 powołano powiat Zell am See. W latach 1850–1854 siedziba powiatu znajdowała się w Saalfelden am Steinernen Meer.

## Podział administracyjny
Powiat podzielony jest na 28 gmin, w tym trzy gminy miejskie (Stadt), cztery gminy targowe (Marktgemeinde) oraz 21 gmin wiejskich (Gemeinde).
| Miasta 1. Mittersill (5804) 2. Saalfelden am Steinernen Meer (17 123) 3. Zell am See (10 213) Gminy targowe 1. Lofer (2103) 2. Neukirchen am Großvenediger (2661) 3. Rauris (3095) 4. Taxenbach (2761) | Gminy 1. Bramberg am Wildkogel (4031) 2. Bruck an der Großglocknerstraße (4990) 3. Dienten am Hochkönig (720) 4. Fusch an der Großglocknerstraße (741) 5. Hollersbach im Pinzgau (1234) 6. Kaprun (3129) 7. Krimml (815) 8. Lend (1261) 9. Leogang (3533) 10. Maishofen (3666) 11. Maria Alm am Steinernen Meer (2245) 12. Niedernsill (2810) 13. Piesendorf (3851) 14. Saalbach-Hinterglemm (2881) 15. St. Martin bei Lofer (1210) 16. Stuhlfelden (1546) 17. Unken (2016) 18. Uttendorf (3051) 19. Viehhofen (581) 20. Wald im Pinzgau (1149) 21. Weißbach bei Lofer (405) |
| (stan liczby mieszkańców 1 stycznia 2023) | |